# Pyrenula parvinuclea
Pyrenula parvinuclea är en lavart som först beskrevs av Meyen & Flot., och fick sitt nu gällande namn av Aptroot. Pyrenula parvinuclea ingår i släktet Pyrenula och familjen Pyrenulaceae.   Inga underarter finns listade i Catalogue of Life.